# Караискакис (стадион)
Стадион Караискакис (греч. Γήπεδο Γεώργιος Καραϊσκάκης) — стадион в Греции. Находится на проспекте Посидонос в Неон-Фалироне в Пирее. Является домашней ареной футбольного клуба «Олимпиакос». Стадион назван в честь Георгиоса Караискакиса, героя войны за независимость Греции, который был смертельно ранен в этой местности.

## История
Стадион был открыт в 1896 году и впервые был использован для летних Олимпийских игр 1896 года, но как Велодром Нео Фалирон, где француз Поль Массон взял три золотые медали в велоспорте.
Был реконструирован впервые в 1964 году, а второй раз полностью перестроен в 2004 году до 33 334 мест и был уже готов принять футбольные матчи на летних Олимпийских играх 2004 года. Эта реконструкция продолжалась рекордное время — только 14 месяцев. При этом стадион был полностью разрушен и построен заново с самого начала.

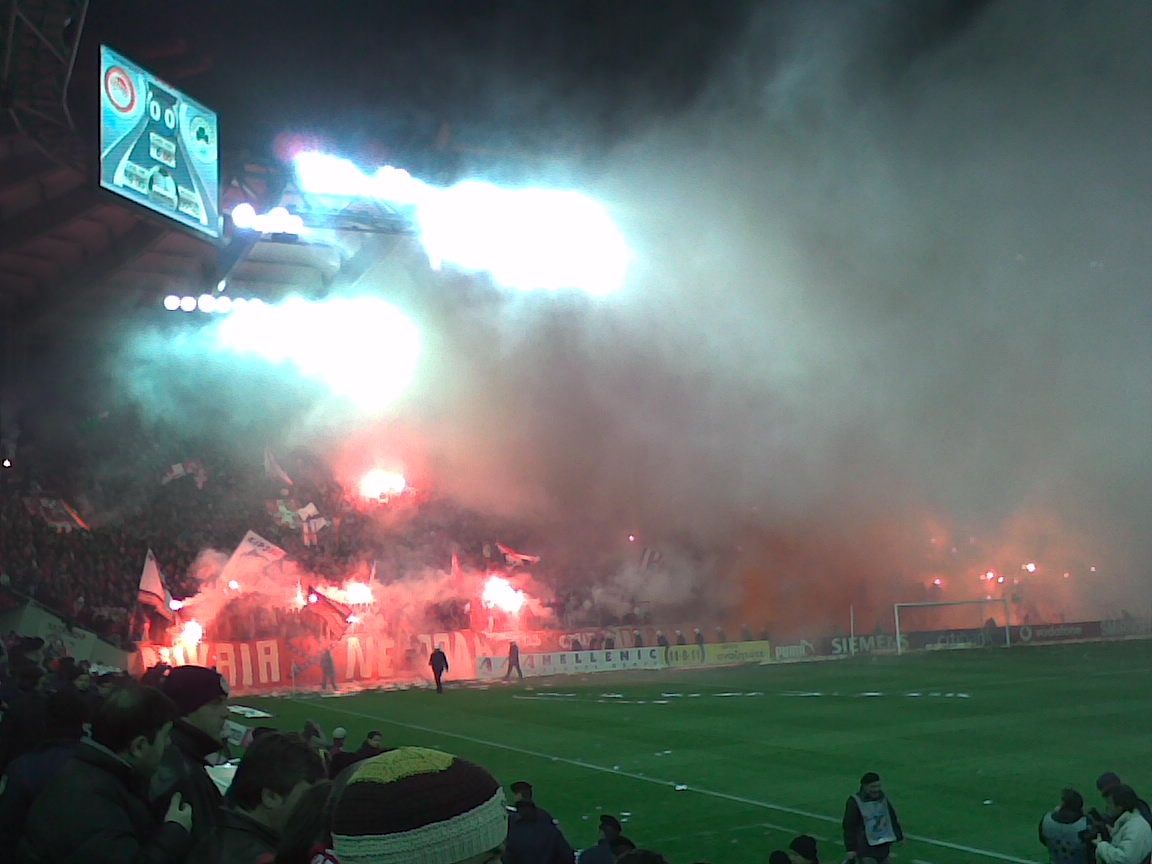
Вид на 7 сектор Караискакис перед крупнейшим дерби Греции: Олимпиакос — Панатинаикос, 15 января 2006 года

10 октября 1974 года здесь состоялся публичный концерт композитора Микиса Теодоракиса в честь окончания военной диктатуры в Греции (1967—1974).
После последней сделки, заключенной в 1998 году, футбольный клуб «Олимпиакос» арендует стадион с 2003 до 2052 года, который традиционно маркируется как часть структуры клуба. В 2002 году президент «Олимпиакоса» Сократис Коккалис на презентации проекта нового Караискакис сказал: «Это наше желание, чтобы новый стадион также использовался и клубом „Этникос“, так как „Караискакис“ является историческим домом для обоих клубов». Поэтому в договоре, подписанном Национальным олимпийским комитетом Греции, и хозяином стадиона, и «Олимпиакосом» был включен пункт о том, что если «Этникос» хотел бы вернуться на стадион, то он может сделать это без каких-либо значительных затрат, потому что их покроет «Олимпиакос». Однако сезон 2017/18 «Этникос» играет на стадионе «Григорис Ламбракис» в Калитее.
В июне 2005 года, в «Караискакисе» был построен кинотеатр (Cine Karaiskakis) с экраном, что достигает 20 м в длину и 10 м в ширину, и работает в будни с 9 до 11 вечера по местному времени, а в выходные ещё дольше. Первым кинофильмом, который показал этот кинотеатр, стал «Бэтмен: Начало».

### Трагедия в «Караискакисе»
8 февраля 1981 года 21 болельщик «Олимпиакоса» погиб в «7 секторе» (греч. Θύρα 7) стадиона после матча между «Олимпиакосом» и АЕК, который завершился со счетом 6-0. В память об этом событии, на части трибуны, где в настоящее время находится 7 сектор, некоторые сиденья вместо красного цвета сделали черными, образующими цифру «7». Кроме того, на восточной стороне стадиона находится памятник, на котором написаны имена всех 21 фанатов, которые были убиты в тот день на стадионе.

## Инфраструктура

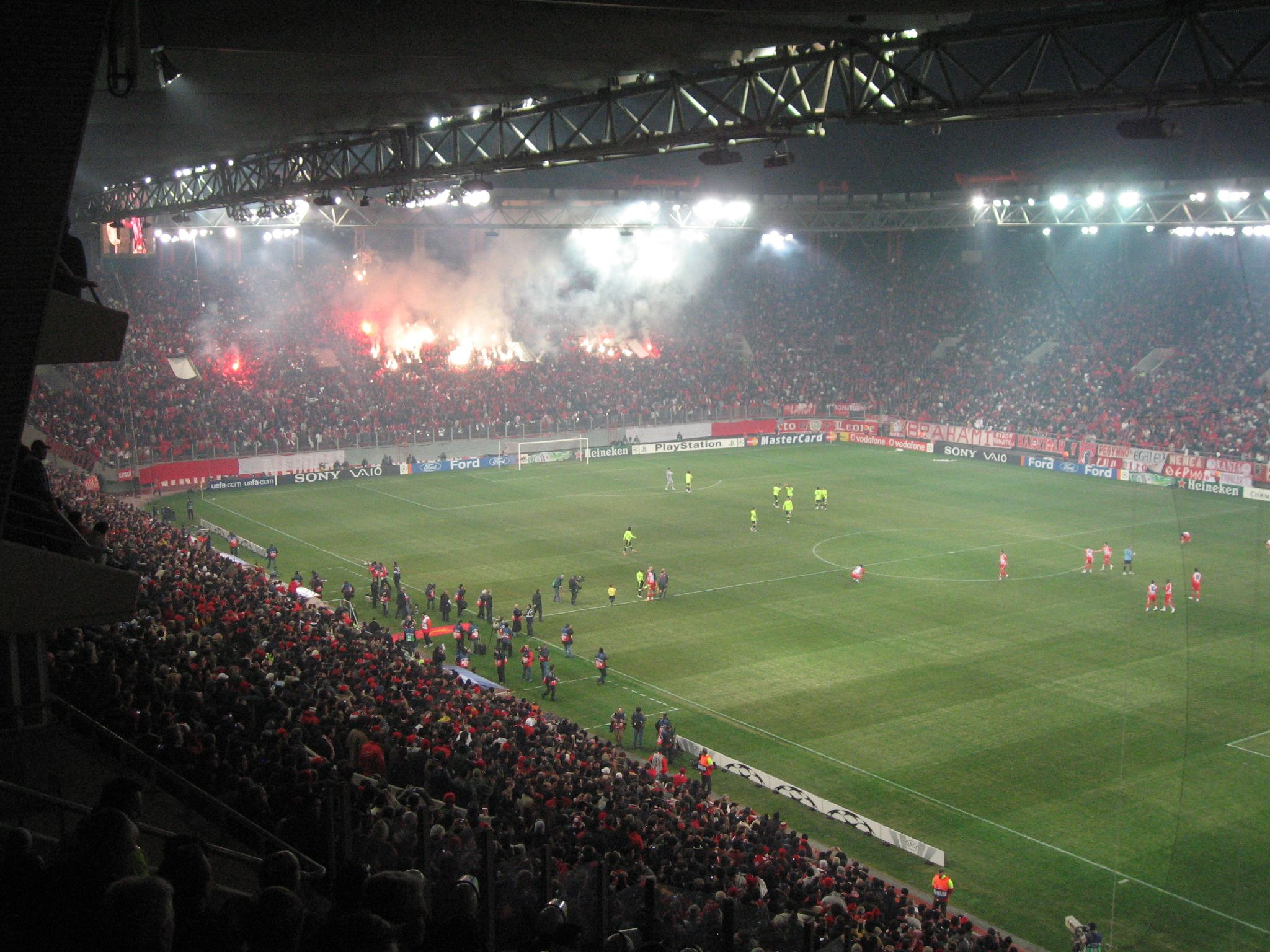
«Караискакис»

Караискакис один из 13 четырёхзвёздочных футбольных стадионов под эгидой УЕФА, что позволяет проводить финал Лиги чемпионов. Он имеет 40 VIP-залов и апартаментов, которые могут вместить до 472 человек, зал пресс-конференций, который вмещает до 130 человек, 200 мест для прессы и средств массовой информации. Стадион также имеет торговый центр с ресторанами, кафе, мелкими магазинчиками и магазином атрибутики, фитнес-залом и музеем, который посвящён истории «Олимпиакоса». Существуют 10 механических станций по всему стадиону, что раздают билеты для тех, кто забронировал их через интернет или по телефону. Кроме того, есть большая площадка для парковки, которая может вместить до 2500 автомобилей без дополнительной оплаты. Благодаря своей современной планировке, трибуны имеют возможность в течение всего 7 минут выпустить наружу всех болельщиков.